# Finale della Coppa del mondo per club FIFA 2008
La finale della 5ª edizione della Coppa del mondo per club FIFA si è tenuta il 21 dicembre 2008 all'International Stadium di Yokohama tra gli ecuadoriani della LDU, vincitori della Coppa Libertadores 2008, e gli inglesi del Manchester United, vincitori della UEFA Champions League 2007-2008.

## Il cammino verso la finale
La LDU ha superato in semifinale il Pachuca, campione della CONCACAF Champions' Cup 2008, per 2-0.
Il Manchester United è arrivato in finale eliminando il Gamba Osaka, vincitore della AFC Champions League 2008, per 5-3.

## La partita
Il primo tempo vede un chiaro dominio da parte del Manchester United che va vicino al vantaggio due volte con Tévez (al 19' e al 41', attento il portiere in entrambi i casi) e una volta con Rooney; per gli ecuadoriani da segnalare solo un'iniziativa di Bolaños. Il secondo tempo si apre con l'espulsione di Vidić dopo tre minuti per una gomitata a Bieler, ma gli inglesi continuano a rimanere in controllo della partita e passano al 28': Cristiano Ronaldo serve Rooney sulla sinistra che batte Cevallos con un gran tiro sul palo opposto. Il risultato non cambia fino al triplice fischio finale dell'arbitro.
Per il Manchester United si tratta del primo successo nella competizione, dopo aver vinto un'edizione della Coppa Intercontinentale (1999).

## Tabellino
| Arbitro: | Ravshan Irmatov |

|  |           |            |
|  | Marcatori | 73’ Rooney |

| LDU Quito | Manchester United |

|               |    |                         |     |     |
|               |    |                         |     |     |
| P             | 1  | José Francisco Cevallos | 44’ |     |
| D             | 23 | Jairo Campos            | 36’ |     |
| D             | 3  | Renán Calle             | 66’ | 77’ |
| D             | 2  | Norberto Araujo         |     |     |
| D             | 14 | Diego Calderón          |     |     |
| C             | 13 | Néicer Reasco           |     | 82’ |
| C             | 15 | William Araujo          | 71’ |     |
| C             | 8  | Patricio Urrutia (c)    |     |     |
| C             | 7  | Luis Bolaños            |     | 87’ |
| A             | 16 | Claudio Bieler          | 2’  |     |
| A             | 21 | Damián Manso            |     |     |
| Sostituti:    |    |                         |     |     |
| C             | 4  | Paúl Ambrosi            |     | 77’ |
| C             | 20 | Pedro Larrea            |     | 82’ |
| A             | 19 | Reinaldo Navia          |     | 87’ |
| Allenatore:   |    |                         |     |     |
| Edgardo Bauza |    |                         |     |     |

|               |    |                   |     |     |
|               |    |                   |     |     |
| P             | 1  | Edwin van der Sar |     |     |
| D             | 21 | Rafael            |     | 85’ |
| D             | 5  | Rio Ferdinand (c) |     |     |
| D             | 15 | Nemanja Vidić     | 49’ |     |
| D             | 3  | Patrice Evra      |     |     |
| C             | 13 | Park Ji-sung      |     |     |
| C             | 16 | Michael Carrick   |     |     |
| C             | 8  | Anderson          | 70’ | 88’ |
| C             | 7  | Cristiano Ronaldo |     |     |
| A             | 32 | Carlos Tévez      |     | 51’ |
| A             | 10 | Wayne Rooney      |     |     |
| Sostituti:    |    |                   |     |     |
| D             | 23 | Jonny Evans       |     | 51’ |
| D             | 2  | Gary Neville      |     | 85’ |
| C             | 24 | Darren Fletcher   |     | 88’ |
| Allenatore:   |    |                   |     |     |
| Alex Ferguson |    |                   |     |     |